# Kanhan
Kanhan (Pipri) is een census town in het district Nagpur van de Indiase staat Maharashtra. 

## Demografie
Volgens de Indiase volkstelling van 2001 wonen er 21840 mensen in Kanhan (Pipri), waarvan 51% mannelijk en 49% vrouwelijk is. De plaats heeft een alfabetiseringsgraad van 74%. 